# Wieland-Gymnasium Biberach
Das Wieland-Gymnasium ist neben dem Pestalozzi-Gymnasium eines der beiden staatlichen Gymnasien der Stadt Biberach an der Riß in Baden-Württemberg. Es ist nach dem Dichter Christoph Martin Wieland benannt, der in Biberach lebte und arbeitete.
Das Wieland-Gymnasium vier- bis fünfzügig. Im Schuljahr 2022/23 wurden ca. 900 Schüler von 90 Lehrkräften unterrichtet.

## Bildungsangebot

Geografische Koordinaten des Gymnasiums am neuen Klassentrakt

Folgende Züge werden von dem allgemeinbildenden Gymnasium zur Auswahl angeboten:
- Zug mit einem sprachlichen Profil: Spanisch oder Chinesisch als dritte Fremdsprache
- Zug mit einem naturwissenschaftlichen Profil: Naturwissenschaft und Technik (NwT) oder Informatik, Mathematik, Physik (IMP)
- Zug mit einem Kunstprofil
- Breites Ergänzungsangebot mit ca. 60 Arbeitsgemeinschaften, Förderkursen und Hausaufgabenbegleitung

## Schülerzeitungen
- Die Funzel erschien von 1952 bis 2010 als eine der ersten Schülerzeitungen Deutschlands. Seit 2017 erscheinen neue Ausgaben der Funzel.

- Venceremos erschien ab 1969 als heftig umstrittenes Aufklärungsblatt.

## Schulzeitung
Die Schulzeitung „WG aktuell – Nachrichten aus dem Wieland-Gymnasium Biberach“ erscheint dreimal jährlich. Herausgeber ist die Schulleitung mit Unterstützung des Fördervereins des Wieland-Gymnasiums Freunde und Ehemalige des WG Biberach Riß e.V. Die Redaktion der Schulzeitung besteht zum größten Teil aus Lehrern, Schülern und Eltern der Schule. Themen sind das aktuelle Schulleben, Aktionen der SMV, Themen des Elternbeirats und des Fördervereins sowie Organisatorisches. Seit der Ausgabe Nr. 1 des Schuljahres 2008/2009 erscheint das „WG aktuell“ mit dem neuen Logo der Schule, einem stilisierten Kopf des Namensgebers der Schule, Christoph Martin Wieland.

## Wieland-Gymnasium Trommlercorps „WG-Trommler“
Seit 1921 nimmt das Trommlercorps der Schule, auch bekannt als die „WG-Trommler“, am Biberacher Schützenfest teil. Das Wieland-Gymnasium-Trommlercorps ist die zweitälteste Trommlergruppe beim Biberacher Schützenfest. Heinrich Stehrer und Erwin Biederman liefen als Trommler der Oberrealschule und des Progymnasiums voraus. Die Gruppe wurde später von Otto Fries erweitert und hatte 1930 schließlich neun Trommler. 1949 durften die Trommler erstmals nach dem Krieg wieder ihre Trommeln benutzen und bekamen 1952 einen eigenen Tambourmajor. Heute bestehen die WG-Trommler aus 16 Trommlern und einem Tambourmajor. 1996 feierte die Schule im Beisein des ersten WG-Trommlers Heinrich Stehrer das 75-jährige Bestehen des Corps, was einige Ehemalige zum Anlass nahmen, die Gruppe „Die kleinen Feger - des kehrt so! Seit 1996“, kurz „die kleinen Feger“ zu gründen. Im Jahr 2022 feierte die Schule nachträglich das 100-jährige Bestehen der „WG-Trommler“ mit einem Fest auf dem Schulhof.

## Donaufahrt
Eine Besonderheit im Schulleben des Wieland-Gymnasiums bietet die jährliche Donaufahrt der neunten Klassen. Anstatt, wie an anderen Schulen verbreitet, eines Schullandheimaufenthaltes, findet eine zweiwöchige Exkursion auf der Donau statt. Die rund 500 km von Eining bei Neustadt an der Donau bis nach Wien werden mit in der Regel drei bis vier schuleigenen Zillen (schwere Holzboote für bis zu vierzehn Personen) allein durch Muskelkraft zurückgelegt. Je nach Anzahl der Parallelklassen finden meist vier Fahrten im Abstand von einigen Tagen statt. Jede Fahrt wird auf zwölf Etappen verteilt durchgeführt:

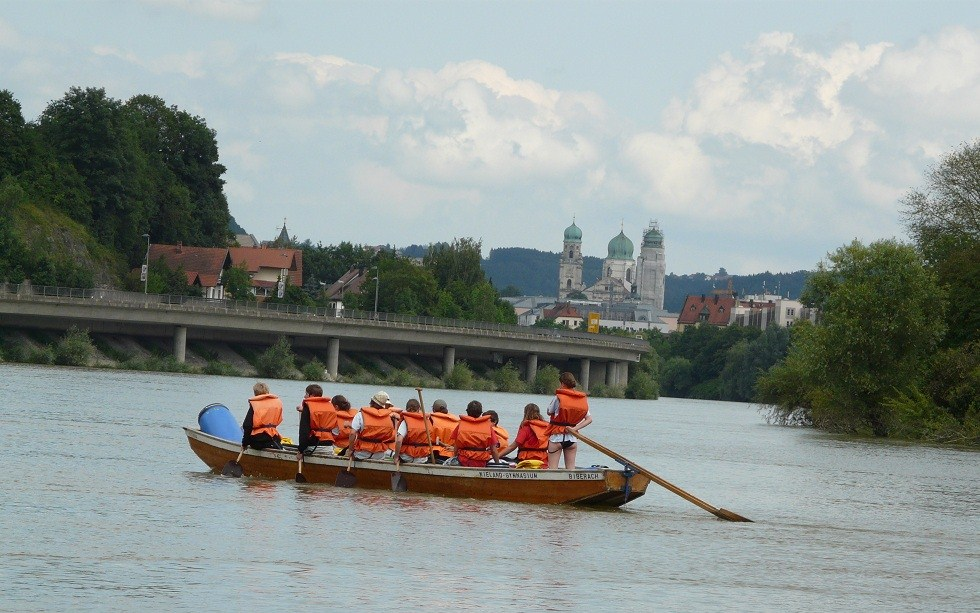
Eine Zille in Passau

Jede Fahrt wird von zwei Lehrkräften und einigen Schülermentoren aus höheren Klassenstufen begleitet. Seit 2016 baut das Wieland-Gymnasium die Zillen an der Schule im Rahmen einer Arbeitsgemeinschaft.
2017 erschien über die Donaufahrt ein Buch von Horst Buchmann: Da wird nicht gleich der Regenschirm aufgespannt! Die Donaufahrt des Wieland-Gymnasiums Biberach, Biberach 2017.

## Preise und Auszeichnungen
Im Jahr 2022 wurde das Wieland-Gymnasium mit dem Sonderpreis „Jugend forscht Schule 2022“ der Kultusministerkonferenz ausgezeichnet. Das Wieland-Gymnasium ist weiterhin ausgezeichnet mit dem BORIS-Berufswahlsiegel (2021–2026), akkreditierte Erasmus+ Schule, Botschafterschule des Europäischen Parlaments, MINT-freundliche Schule und Standort des Schülerforschungszentrums. Die Schule nahm auch am Tabletversuch des Kultusministeriums teil.

## Geschichte

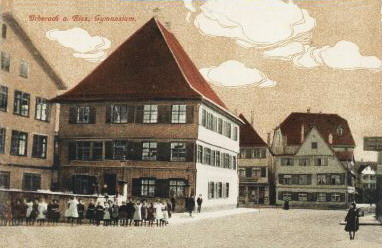
Das alte Schulhaus in der Gymnasiumstraße um 1906

Schon 1278 ist die erste urkundliche Erwähnung einer Lateinschule und eines lateinischen Schulmeisters in Biberach dokumentiert. Thaddäus Plazzary begründete 1775 eine sogenannte „Professoratsschule“ im alten Gebäude (heute Ochsenhauser Hof) in der Gymnasiumstraße. 1928 wurde die Oberschule, die damals den Namen Progymnasium und Oberrealschule mit städtischen Oberklassen trug, zur Vollanstalt erweitert. 1937 erfolgte für acht Jahre eine Umbenennung in „Horst-Wessel-Oberschule für Jungen“ nach dem Bielefelder SA-Sturmführer Horst Wessel. Noch immer galt in Biberach das Wieland-Gymnasium als Jungengymnasium, obwohl auch Mädchen die Schule besuchen durften. 1961 wurde der Neubau in der Adenauerallee am Ratzengraben bezogen. 1962 erfolgte die Umbenennung in „Wieland-Gymnasium“. 1978 feierte das Wieland-Gymnasium sein 700-jähriges Bestehen. Das Gymnasium bietet einen optionalen Kunstzug an. Eine weitere Besonderheit ist das Profilfach Chinesisch.
Am 15. November 2008 wurden ein neuer Klassentrakt, Mensa, Mediothek, Lernbereich und Sporthallen im Beisein von Bundesbildungsministerin Schavan eingeweiht. Diese neuen Gebäude wurden im Rahmen des Investitionsprogramm „Zukunft Bildung und Betreuung“ IZBB errichtet, mit dem die Bundesregierung die Länder beim bedarfsgerechten Auf- und Ausbau von Ganztagsschulen unterstützt. 2016 begann die größte Renovierung und technische Modernisierung des Wieland-Gymnasiums seit dem Neubau. Die Stadt Biberach als Schulträger investierte über 14 Millionen Euro für die Baumaßnahmen. Im Zuge der Renovierung wurde das Wieland-Gymnasium auch mit neuer Technik ausgestattet. So verfügt die Schule über interaktive Tafelsysteme und Rechner in jedem Raum und einer LAN- und WLAN-Anbindung in den Unterrichtsräumen. Zusätzlich wurden zusätzlich digitale Endgeräte angeschafft. Die Renovierungen wurden 2020 abgeschlossen.

## Persönlichkeiten

### Bekannte Lehrer
- Johann Jakob Mayer (1769–1852), Geistlicher, Kirchenlieddichter und Chronist, Rektor der Schule

### Bekannte Schüler
- Karl Sautter (1872–1960), Verwaltungsbeamter
- Manfred Rommel (1928–2013), CDU-Politiker, Oberbürgermeister von Stuttgart, Abitur 1947
- Heinz H. Engler (1928–1986), Designer, Abitur 1949
- Dieter Senghaas (* 1940), Sozialwissenschaftler und Friedensforscher, Abitur 1960
- Wolfgang Brenneisen (* 1941), Autor und Künstler, Abitur 1960
- Gunther Dahinten (* 1943), Journalist, Autor und Künstler, Abitur 1962
- Gerd Gerber (1944–2018), Jurist und Politiker
- Günter Schmitt (* 1946), Architekt und Autor
- Herbert Bopp (* 1949), Journalist
- Dietmar Schwarz (* 1957), Intendant
- Paul Pauli (* 1960), Psychologe, Hochschullehrer und Präsident der Universität Würzburg, Abitur 1979
- Hanno Herzler (* 1961), Autor, Publizist und Hörspielregisseur
- Timm Heinzel (* 1966), Ingenieur und Hochschullehrer
- Thomas Dörflinger (* 1969), Politiker